# Primera División 1946 (Chili)
In 1946 werd het veertiende seizoen gespeeld van de Primera División, de hoogste voetbalklasse van Chili. Audax Italiano werd kampioen. 
De competitie werd opgesplitst in twee fases. Na de eerste fase speelde de top 6 verder tegen elkaar. De resultaten van beide fases werden hierbij opgeteld. Magallanes liep zo de titel mis door in de tweede fase minder goed te presteren. De zeven overgebleven teams speelden tegen elkaar voor verblijf in de eerste klasse. Santiago National werd laatste maar werd uiteindelijk gespaard voor degradatie omdat er een regel was die de acht stichtende leden van de Primera División in 1933 ervoor behoedde te degraderen. 

## Eindstand

### Fase 1
| Plaats | Club                 | Wed. | W  | G  | V  | Saldo | Ptn. |
| ------ | -------------------- | ---- | -- | -- | -- | ----- | ---- |
| 1      | Magallanes           | 24   | 11 | 9  | 4  | 60:41 | 31   |
| 2      | Audax Italiano       | 24   | 13 | 4  | 7  | 59:46 | 30   |
| 3      | Universidad de Chile | 24   | 11 | 7  | 6  | 55:40 | 29   |
| 4      | Colo-Colo            | 24   | 9  | 11 | 4  | 50:38 | 29   |
| 5      | Green Cross          | 24   | 11 | 5  | 8  | 61:59 | 27   |
| 6      | Santiago Wanderers   | 24   | 10 | 6  | 8  | 47:42 | 26   |
| 7      | Universidad Católica | 24   | 9  | 6  | 9  | 37:39 | 24   |
| 8      | Unión Española       | 24   | 8  | 7  | 9  | 45:43 | 23   |
| 9      | Santiago Morning     | 24   | 8  | 6  | 10 | 50:52 | 22   |
| 10     | Everton              | 24   | 8  | 5  | 11 | 41:46 | 21   |
| 11     | Badminton            | 24   | 6  | 9  | 9  | 52:63 | 21   |
| 12     | Iberia (P)           | 24   | 5  | 5  | 14 | 38:54 | 15   |
| 13     | Santiago National    | 24   | 4  | 6  | 14 | 47:79 | 14   |

|  | Gekwalificeerd voor kampioenenliga |

### Kampioenenliga
| Plaats | Club                 | Wed. | W | G | V | Saldo | Ptn. |
| ------ | -------------------- | ---- | - | - | - | ----- | ---- |
| 1      | Audax Italiano       | 5    | 3 | 2 | 0 | 7:4   | 8    |
| 2      | Santiago Wanderers   | 5    | 2 | 2 | 1 | 6:6   | 6    |
| 3      | Green Cross          | 5    | 2 | 1 | 2 | 12:10 | 5    |
| 4      | Magallanes           | 5    | 2 | 1 | 2 | 9:8   | 5    |
| 5      | Universidad de Chile | 5    | 0 | 5 | 0 | 7:7   | 5    |
| 6      | Colo-Colo            | 5    | 0 | 1 | 4 | 3:9   | 1    |

#### Totale stand
| Plaats | Club                 | Wed. | W  | G  | V  | Saldo | Ptn. |
| ------ | -------------------- | ---- | -- | -- | -- | ----- | ---- |
| 1      | Audax Italiano       | 29   | 16 | 6  | 7  | 66:50 | 38   |
| 2      | Magallanes           | 29   | 13 | 10 | 6  | 69:49 | 36   |
| 3      | Universidad de Chile | 29   | 11 | 12 | 6  | 62:47 | 34   |
| 4      | Santiago Wanderers   | 29   | 12 | 8  | 9  | 53:48 | 32   |
| 5      | Green Cross          | 29   | 13 | 6  | 10 | 73:69 | 32   |
| 6      | Colo-Colo            | 29   | 9  | 12 | 8  | 53:47 | 30   |

|  | Kampioen |

### Degradatieliga
| Plaats | Club                 | Wed. | W | G | V | Saldo | Ptn. |
| ------ | -------------------- | ---- | - | - | - | ----- | ---- |
| 1      | Unión Española       | 6    | 5 | 1 | 0 | 20:9  | 11   |
| 2      | Badminton            | 6    | 3 | 3 | 0 | 15:10 | 9    |
| 3      | Everton              | 6    | 3 | 2 | 1 | 15:12 | 8    |
| 4      | Deportivo Iberia     | 6    | 2 | 2 | 2 | 13:10 | 6    |
| 5      | Santiago National    | 6    | 2 | 0 | 4 | 12:19 | 4    |
| 6      | Santiago Morning     | 6    | 0 | 2 | 4 | 10:17 | 2    |
| 7      | Universidad Católica | 6    | 1 | 0 | 5 | 9:17  | 2    |

#### Totale stand
| Plaats | Club                 | Wed. | W  | G  | V  | Saldo | Ptn. |
| ------ | -------------------- | ---- | -- | -- | -- | ----- | ---- |
| 7      | Unión Española       | 30   | 13 | 8  | 9  | 65:52 | 34   |
| 8      | Badminton            | 30   | 9  | 12 | 9  | 67:73 | 30   |
| 9      | Everton              | 30   | 11 | 7  | 12 | 56:58 | 29   |
| 10     | Universidad Católica | 30   | 10 | 6  | 14 | 46:56 | 26   |
| 11     | Santiago Morning     | 30   | 8  | 8  | 14 | 60:69 | 24   |
| 12     | Iberia               | 30   | 7  | 7  | 16 | 51:64 | 21   |
| 13     | Santiago National    | 30   | 6  | 6  | 18 | 59:98 | 18   |